# Jiangyong
Jiangyong (chinesisch 江永縣 / 江永县, Pinyin Jiāngyǒng Xiàn) ist ein Kreis, der zum Verwaltungsgebiet der bezirksfreien Stadt Yongzhou im Süden der chinesischen Provinz Hunan gehört. Er hat eine Fläche von 1.633 km² und zählt 240.900 Einwohner (Stand: Ende 2018). Sein Hauptort ist die Großgemeinde Xiaopu (潇浦镇).
Die traditionelle Architektur des Dorfes Shanggantang (Shanggantang cun gu jianzhuqun 上甘棠村古建筑群) steht seit 2006 auf der Liste der Denkmäler der Volksrepublik China (6-670).
Frauenschrift ist ein Schriftsystem, das in der südchinesischen Provinz Hunan im 15. Jahrhundert entwickelt und ausschließlich von Frauen benutzt wurde.